# Daniel Welser
Daniel Welser, född 16 februari 1983 i Klagenfurt, Österrike, är en österrikisk professionell ishockeyspelare som spelar för EC Red Bull Salzburg i Österrikiska ishockeyligan. Welser har tidigare spelat två säsonger för Skellefteå AIK.

## Klubbar
- EC KAC Moderklubb–2005
- Skellefteå AIK 2005–2007
- EC Red Bull Salzburg 2007–